# A Seita (livro)
A Seita é o quinto livro da coleção CHERUB, traduzido para a língua portuguesa e editado pela Porto Editora, a partir do livro Divine Madness, do inglês Robert Muchamore. A sua versão original está escrita em língua inglesa.
O livro foi vencedor do primeiro Lancashire Children's Book of the Year em 2007.

## Resumo
James e os seus colegas infiltram-se num culto australiano, Os Sobreviventes, depois de descobrirem indícios de uma potencial ligação ao grupo terrorista Ajudem a Terra.
O quartel-general do culto está completamente isolado no deserto australiano, a vários quilómetros da cidade mais próxima.
É a missão mais difícil até ao momento, porque James será obrigado a obedecer às rígidas regras por que o culto é famoso e resistir às técnicas de lavagem cerebral que usa para cativar os seus seguidores.
Desta vez, James não só terá de combater terroristas, mas também lutar para preservar a sua própria sanidade.

## Mais sobre o livro
Quando os agentes chegaram, foram para uma comuna em Brisbane. Lá passaram semanas, até que houve um problema. Uma das pessoas que estava contra os Sobreviventes, lutou contra um dos chefes da comuna, e James pegou numa chaleira e partiu-a na cabeça do agressor e fez com que este desmaiasse.Desta forma James foi transferido para a Arca dos Sobreviventes.